# Мастік (Нью-Йорк)
Мастік (англ. Mastic) — переписна місцевість (CDP) в США, в окрузі Саффолк штату Нью-Йорк. Населення — 15 404 особи (2020).

## Географія
Мастік розташований за координатами 40°48′37″ пн. ш. 72°50′51″ зх. д. / 40.81028° пн. ш. 72.84750° зх. д. (40.810407, -72.847582).  За даними Бюро перепису населення США в 2010 році переписна місцевість мала площу 10,31 км², з яких 10,09 км² — суходіл та 0,22 км² — водойми.

## Демографія
Згідно з переписом 2010 року, у переписній місцевості мешкала 15 481 особа в 4526 домогосподарствах у складі 3743 родин. Густота населення становила 1501 особа/км².  Було 4847 помешкань (470/км²).
Расовий склад населення:
| - 76,5 % — білих - 9,0 % — чорних або афроамериканців - 2,1 % — азіатів - 0,7 % — корінних американців - 0,1 % — вихідців з тихоокеанських островів - 7,2 % — осіб інших рас |

До двох чи більше рас належало 4,3 %. Частка іспаномовних становила 21,8 % від усіх жителів.
За віковим діапазоном населення розподілялося таким чином: 28,3 % — особи молодші 18 років, 65,4 % — особи у віці 18—64 років, 6,3 % — особи у віці 65 років та старші. Медіана віку мешканця становила 33,1 року. На 100 осіб жіночої статі у переписній місцевості припадало 100,1 чоловіків;  на 100 жінок у віці від 18 років та старших — 97,7 чоловіків також старших 18 років.
Середній дохід на одне домашнє господарство  становив 80 048 доларів США (медіана — 71 789), а середній дохід на одну сім'ю — 86 912 долари (медіана — 74 731). Медіана доходів становила 53 683 долари для чоловіків та 36 734 долари для жінок. За межею бідності перебувало 12,9 % осіб, у тому числі 23,1 % дітей у віці до 18 років та 3,8 % осіб у віці 65 років та старших.
Цивільне працевлаштоване населення становило 7619 осіб. Основні галузі зайнятості: освіта, охорона здоров'я та соціальна допомога — 21,6 %, роздрібна торгівля — 15,5 %, науковці, спеціалісти, менеджери — 10,0 %, мистецтво, розваги та відпочинок — 10,0 %.